# Liste der Kulturdenkmale in Nordhausen
Die Liste der Kulturdenkmale in Nordhausen umfasst die als Bauensembles und Kulturdenkmale erfassten Kulturdenkmale der thüringischen Stadt Nordhausen, die vom Thüringischen Landesamt für Denkmalpflege und Archäologie als Bau- und Kunstdenkmale auf dem Gebiet der Stadt mit Stand erfasst wurden. Die hier wiedergegebene Liste wurde im Rahmen des Flächennutzungsplans der Stadt Nordhausen im April 2009 veröffentlicht. Es fehlen mögliche Kulturdenkmale in Buchholz.
Die Angaben in der Liste ersetzen nicht die rechtsverbindliche Auskunft der zuständigen Denkmalschutzbehörde.

## Legende
- Bild: zeigt ein Bild des Kulturdenkmals und gegebenenfalls einen Link zu weiteren Fotos des Kulturdenkmals im Medienarchiv Wikimedia Commons
- Bezeichnung: Name, Bezeichnung oder die Art des Kulturdenkmals
- Lage: Wenn vorhanden Straßenname und Hausnummer des Kulturdenkmals; Grundsortierung der Liste erfolgt nach dieser Adresse. Der Link Karte führt zu verschiedenen Kartendarstellungen und nennt die Koordinaten des Kulturdenkmals.
 Kartenansicht, um Koordinaten zu setzen – in dieser Kartenansicht sind Kulturdenkmale ohne Koordinaten mit einem roten bzw. orangen Marker dargestellt und können in der Karte gesetzt werden. Kulturdenkmale ohne Bild sind mit einem blauen bzw. roten Marker gekennzeichnet, Kulturdenkmale mit Bild mit einem grünen bzw. orangen Marker.
- Datierung: gibt das Jahr der Fertigstellung beziehungsweise das Datum der Erstnennung oder den Zeitraum der Errichtung an
- Beschreibung: bauliche und geschichtliche Einzelheiten des Kulturdenkmals, vorzugsweise die Denkmaleigenschaften
- ID: Die ID identifiziert das Kulturdenkmal eindeutig. In Thüringen sind aktuell keine IDs veröffentlicht. In der ID-Spalte kann sich auch folgendes Icon  befinden, dies führt zu Angaben zu diesem Kulturdenkmal bei Wikidata.

## Ensembles gem. § 2 Abs. 2 ThürDSchG

### Stadt Nordhausen
| Bild                                    | Bezeichnung          | Lage | Datierung | Beschreibung | ID |
| --------------------------------------- | -------------------- | --- | --------- | ------------ | -- |
| weitere Bilder Fotos hochladen          | Altendorf            | Altendorf, Altendorfer Kirchgasse, Am Alten Tore, Bingerhof, Rosengasse, Schärfgasse |           |              |    |
| Fotos hochladen                         | Historische Altstadt | Bäckerstraße 15–21 / Barfüßerstraße / Domstraße / Dr.-Külz-Straße / Georgengasse 1 und 2 / Gumpertstraße / Kranichstraße 11–20 / Pfaffengasse / Poststraße 5, 6, 6a, 6b, 7 / Waisenstraße, Wassertreppe |           |              |    |
| weitere Bilder Fotos hochladen          |                      | Bahnhofstraße (Karte) |           |              |    |
| BW                                      | historische Keller   | Bäckerstraße/Domstraße/Gumpertstraße/Kranichstraße (Karte) |           |              |    |
| Fotos hochladen                         | Wohnanlage           | Bochumer Str. 44, 46, 48, 50, 52, 54a, 54b, 54c, /Yorkstraße 1, 1a, 1b, 1c / Hardenbergstraße 1, 3, 5, 7 / Hesseröder Straße 27, 29a, 29b, 29c                                                          |           |              |    |
| weitere Bilder Fotos hochladen          |                      | Engelsburg |           |              |    |
| Fotos hochladen                         |                      | Frankenstraße 1–8 (Karte) |           |              |    |
| weitere Bilder Fotos hochladen          |                      | Grimmelallee 31–37 |           |              |    |
| weitere Bilder Fotos hochladen          |                      | Hesseröder Straße 4, 6, 8, 10, 12, 14, 16, 18, 20, 22, 24, 26 und Kurze Straße 1 |           |              |    |
| Direkt Bild zu diesem Denkmal hochladen |                      | Hohensteiner Straße |           |              |    |
| Direkt Bild zu diesem Denkmal hochladen |                      | Hohensteiner Straße |           |              |    |
| BW                                      |                      | Hohensteiner Straße 10, 11, 12, 13, 14, 15, 16, 17, 18 und Grimmelallee 13, 14, 14a (Karte) |           |              |    |
| BW                                      |                      | Jüdenstraße (Karte) |           |              |    |
| BW                                      |                      | Königshof (Karte) |           |              |    |
| weitere Bilder Fotos hochladen          |                      | Kranichstraße |           |              |    |
| weitere Bilder Fotos hochladen          |                      | Lutherplatz |           |              |    |
| weitere Bilder Fotos hochladen          | Steinweg             | Markt/Engelsburg |           |              |    |
| weitere Bilder Fotos hochladen          |                      | Oscar-Cohn-Straße 1–35, Wernigeroder Straße 1–4, Wertherstraße 4–6, 8–10, Predigerstraße |           |              |    |
| Fotos hochladen                         |                      | Thüringerstraße 1, 2, 3, 4, 5, 6, 7, 8, 31, 32, 33, 34, 35, 36, 37, 38 (Karte) |           |              |    |
| Fotos hochladen                         |                      | Wendenstraße (Karte) |           |              |    |
| weitere Bilder Fotos hochladen          |                      | Wilhelm-Nebelung-Straße 24–32 |           |              |    |

### Hochstedt
| Bild                                    | Bezeichnung | Lage                               | Datierung | Beschreibung | ID |
| --------------------------------------- | ----------- | ---------------------------------- | --------- | ------------ | -- |
| Direkt Bild zu diesem Denkmal hochladen |             | Günzeröder Str. (Dorfstraße) 12–19 |           |              |    |

### Petersdorf
| Bild                                    | Bezeichnung         | Lage          | Datierung | Beschreibung                                                            | ID |
| --------------------------------------- | ------------------- | ------------- | --------- | ----------------------------------------------------------------------- | -- |
| Direkt Bild zu diesem Denkmal hochladen | Kirchhof und Schule | Hauptstraße 1 |           | mit Kirche, Glockenstuhl, Gefallenendenkmal, alter Schule, Schulscheune |    |

### Rüdigsdorf
| Bild                                    | Bezeichnung | Lage                         | Datierung | Beschreibung | ID |
| --------------------------------------- | ----------- | ---------------------------- | --------- | ------------ | -- |
| Direkt Bild zu diesem Denkmal hochladen | Ortslage    | Nr. 2–19, 19 a, und b, 20–28 |           |              |    |

### Salza
| Bild                                    | Bezeichnung                | Lage                          | Datierung | Beschreibung | ID |
| --------------------------------------- | -------------------------- | ----------------------------- | --------- | ------------ | -- |
| Direkt Bild zu diesem Denkmal hochladen | Stollenanlage im Kohnstein | Koordinaten fehlen! Hilf mit. |           |              |    |

## Stadtbefestigung
| Bild                           | Bezeichnung                  | Lage                          | Datierung | Beschreibung                                                                      | ID |
| ------------------------------ | ---------------------------- | ----------------------------- | --------- | --------------------------------------------------------------------------------- | -- |
| weitere Bilder Fotos hochladen | historische Stadtbefestigung | Koordinaten fehlen! Hilf mit. |           | Stadtmauer einschließlich Judenturm am Petersberg und Zwinger in der Töpferstraße |    |

## Kulturdenkmale nach Ortsteilen gem. § 2 Abs. 1 ThürDSchG

### Stadt Nordhausen
| Bild                           | Bezeichnung         | Lage                           | Datierung | Beschreibung                                                                                                   | ID |
| ------------------------------ | ------------------- | ------------------------------ | --------- | --- | -- |
| weitere Bilder Fotos hochladen | Altendorfer Kirche  | Altendorfer Kirchgasse (Karte) |           | Kirche des ehemaligen Zisterziensernonnenklosters, mit Ausstattung                                             |    |
| weitere Bilder Fotos hochladen | St.-Blasii-Kirche   | Blasiikirchplatz (Karte)       |           | mit Ausstattung                                                                                                |    |
| weitere Bilder Fotos hochladen | Dom                 | Domstraße 17 und 18 (Karte)    |           | mit Ausstattung einschließlich Klausur mit Architektur und Bildfragmenten, sowie Propsteikeller und Steinkreuz |    |
| weitere Bilder Fotos hochladen | Justus-Jonas-Kirche | Hüpedenweg (Karte)             |           | mit Ausstattung                                                                                                |    |
| weitere Bilder Fotos hochladen | St.-Petri-Kirche    | Petersberg (Karte)             |           | Turm erhalten, Kirche abgegangen                                                                               |    |
| weitere Bilder Fotos hochladen | Frauenbergkirche    | Sangerhäuser Straße 19 (Karte) |           | Ruine |    |

| Bild                                    | Bezeichnung                                                                   | Lage                                                                                          | Datierung | Beschreibung | ID |
| --------------------------------------- | ----------------------------------------------------------------------------- | --------------------------------------------------------------------------------------------- | --------- | --- | -- |
| Fotos hochladen                         | Wohnhaus                                                                      | Albert-Träger-Straße 5 (Karte)                                                                |           | |    |
| BW                                      | Wohnhaus                                                                      | Albert-Träger-Straße 36 (Karte)                                                               |           | ehemaliges Gasthaus „Kaiserberg“                                                                                    |    |
| Fotos hochladen                         | Wohnhaus                                                                      | Alexander-Puschkin-Straße 7 (Karte)                                                           |           | |    |
| Fotos hochladen                         | Gebäude der Wasserwirtschaft                                                  | Alexander-Puschkin-Straße 11-13 (Karte)                                                       |           | |    |
| Fotos hochladen                         | Wohnhaus                                                                      | Alexander-Puschkin-Straße 16 (Karte)                                                          |           | |    |
| Fotos hochladen                         | Krankenhaus                                                                   | Alexander-Puschkin-Straße 17 (Karte)                                                          |           | Kinderpsychiatrie                                                                                                   |    |
| Fotos hochladen                         | Wohnhaus                                                                      | Alexander-Puschkin-Straße 19 (Karte)                                                          |           | |    |
| Fotos hochladen                         | Wohnhaus                                                                      | Alexander-Puschkin-Straße 20 (Karte)                                                          |           | |    |
| Fotos hochladen                         | Wohnhaus                                                                      | Alexander-Puschkin-Straße 21 (Karte)                                                          |           | |    |
| Fotos hochladen                         | Wohnhaus                                                                      | Alexander-Puschkin-Straße 24 (Karte)                                                          |           | |    |
| Fotos hochladen                         | Wohnhaus                                                                      | Alexander-Puschkin-Straße 25 (Karte)                                                          |           | |    |
| Fotos hochladen                         | Wohnhaus                                                                      | Alexander-Puschkin-Straße 26 (Karte)                                                          |           | |    |
| Fotos hochladen                         | Wohnhaus                                                                      | Alexander-Puschkin-Straße 26a (Karte)                                                         |           | |    |
| Fotos hochladen                         | Wohnhaus                                                                      | Alexander-Puschkin-Straße 28 (Karte)                                                          |           | Jugendsozialwerk |    |
| weitere Bilder Fotos hochladen          | Meyenburgmuseum mit Park                                                      | Alexander-Puschkin-Straße 31 (Karte)                                                          |           | |    |
| Fotos hochladen                         | städtische Hofanlage                                                          | Altendorf 1 (Karte)                                                                           |           | ehemalige Brauerei mit Kelleranlage – Mecklenburgs Hof                                                              |    |
| Fotos hochladen                         | Wohnhaus                                                                      | Altendorf 10 (Karte)                                                                          |           | |    |
| Fotos hochladen                         | Wohn- und Geschäftshaus                                                       | Altendorf 23 (Karte)                                                                          |           | |    |
| Fotos hochladen                         | städtische Hofanlage                                                          | Altendorf 24 (Karte)                                                                          |           | Big Dipper, ehemalige Brauerei                                                                                      |    |
| Fotos hochladen                         | städtische Hofanlage                                                          | Altendorf 27 (Karte)                                                                          |           | |    |
| Fotos hochladen                         | städtische Hofanlage                                                          | Altendorf 28 (Karte)                                                                          |           | ehemalige Malzfabrik Pape                                                                                           |    |
| Fotos hochladen                         | städtische Hofanlage                                                          | Altendorf 29 (Karte)                                                                          |           | ehemalige Brennerei                                                                                                 |    |
| weitere Bilder Fotos hochladen          | städtische Hofanlage                                                          | Altendorf 30 (Karte)                                                                          |           | Fam. Franke Grundstück mit Rasen, im Februar 2017 abgerissen                                                        |    |
| Fotos hochladen                         | städtische Hofanlage                                                          | Altendorf 33 (Karte)                                                                          |           | |    |
| Fotos hochladen                         | Wohn- und Geschäftshaus                                                       | Altendorf 41 (Karte)                                                                          |           | |    |
| BW                                      | Wohnhaus mit Hofflügel                                                        | Altendorf 46 (Karte)                                                                          |           | |    |
| Fotos hochladen                         | städtische Hofanlage                                                          | Altendorf 49 (Karte)                                                                          |           | |    |
| Fotos hochladen                         | städtische Hofanlage                                                          | Altendorf 50 (Karte)                                                                          |           | |    |
| Fotos hochladen                         | städtische Hofanlage                                                          | Altendorf 55 (Karte)                                                                          |           | Bochumer Haus |    |
| weitere Bilder Fotos hochladen          | Wohnhaus                                                                      | Altendorfer Kirchgasse 2 (Karte)                                                              |           | ehemaliges Pfarrhaus                                                                                                |    |
| Fotos hochladen                         | Wohnhaus                                                                      | Altendorfer Kirchgasse 3/4 (Karte)                                                            |           | Wasserwirtschaft |    |
| Fotos hochladen                         | Wohnhaus – obere Wasserkunst                                                  | Altendorfer Kirchgasse 5 (Karte)                                                              |           | |    |
| Fotos hochladen                         | ehemalige Schärfmühle                                                         | Am Alten Tor 7 (Karte)                                                                        |           | großer Industriehof mit Wohn- und Geschäftshäusern                                                                  |    |
| weitere Bilder Fotos hochladen          | Amtsgericht                                                                   | Am Alten Tor 8 (Karte)                                                                        |           | ehemalige Weingroßhandlung Carl Bonhardt                                                                            |    |
| Fotos hochladen                         | Wohnhaus                                                                      | Am Alten Tor 18 (Karte)                                                                       |           | |    |
| Direkt Bild zu diesem Denkmal hochladen | Rolandbrunnen                                                                 | Am Hagen                                                                                      |           | |    |
| Direkt Bild zu diesem Denkmal hochladen | Wiekhaus                                                                      | Am Hagen                                                                                      |           | Fachwerkbau auf der Stadtmauer                                                                                      |    |
| Fotos hochladen                         | Arnoldheim                                                                    | Ammerberg 28 (Karte)                                                                          |           | |    |
| weitere Bilder Fotos hochladen          | Friedhof der jüdischen Gemeinde                                               | Ammerberg 19 (Karte)                                                                          |           | |    |
| Fotos hochladen                         | Wohnhaus                                                                      | Arnoldstrasse 8 (Karte)                                                                       |           | |    |
| Fotos hochladen                         | Wohnhaus                                                                      | Arnoldstrasse 9 (Karte)                                                                       |           | |    |
| Fotos hochladen                         | Wohnhaus                                                                      | Arnoldstrasse 9a (Karte)                                                                      |           | |    |
| Fotos hochladen                         | Wohnhaus                                                                      | Arnoldstrasse 10 (Karte)                                                                      |           | |    |
| Fotos hochladen                         | Wohnhaus                                                                      | August-Bebel-Platz 19 (Karte)                                                                 |           | |    |
| Fotos hochladen                         | Wohnhaus                                                                      | August-Bebel-Platz 20 (Karte)                                                                 |           | |    |
| Fotos hochladen                         | Wohnhaus                                                                      | August-Bebel-Platz 21 (Karte)                                                                 |           | |    |
| Fotos hochladen                         | Wohnhaus                                                                      | August-Bebel-Platz 23 (Karte)                                                                 |           | |    |
| Fotos hochladen                         | Wohnhaus                                                                      | August-Bebel-Platz 24 (Karte)                                                                 |           | |    |
| Fotos hochladen                         | Wohnhaus                                                                      | August-Bebel-Platz 25 (Karte)                                                                 |           | |    |
| BW                                      | Wohnhaus                                                                      | Bäckerstraße 14 (Karte)                                                                       |           | |    |
| Fotos hochladen                         | städtische Hofanlage                                                          | Bäckerstraße 18 (Karte)                                                                       |           | |    |
| Fotos hochladen                         | Wohnhaus                                                                      | Bäckerstraße 19 (Karte)                                                                       |           | |    |
| weitere Bilder Fotos hochladen          | städtische Hofanlage                                                          | Bäckerstraße 20 (Karte)                                                                       |           | |    |
| Fotos hochladen                         | städtische Hofanlage                                                          | Bäckerstraße 21 (Karte)                                                                       |           | siehe Poststr. 6a                                                                                                   |    |
| Fotos hochladen                         | Wohnhaus                                                                      | Bahnhofsplatz 1 (Karte)                                                                       |           | |    |
| Fotos hochladen                         | Wohnhaus                                                                      | Bahnhofsplatz 1 (Karte)                                                                       |           | |    |
| weitere Bilder Fotos hochladen          | Wohnhaus                                                                      | Bahnhofsplatz 3a (Karte)                                                                      |           | Empfangsgebäude |    |
| weitere Bilder Fotos hochladen          | Hauptbahnhof                                                                  | Bahnhofsgelände (Karte)                                                                       |           | mit Empfangsgebäude und Bahnsteig 1 Überdachung                                                                     |    |
| Fotos hochladen                         | HSB                                                                           | Bahnhofsgelände                                                                               |           | Empfangsgebäude der Harzquerbahn mit Bahnsteig und Überdachung                                                      |    |
| Direkt Bild zu diesem Denkmal hochladen | Stellwerk                                                                     | Bahnhofsgelände                                                                               |           | in der Wertherstr./Wertherstr. 14                                                                                   |    |
| BW                                      | Güterbahnhof und Bahnbetriebswerk                                             | Bahnhofsgelände (Karte)                                                                       |           | mit Kohleportalkran, Lokomotiven und Waggons                                                                        |    |
| weitere Bilder Fotos hochladen          | ehemaliges Klubhaus der Eisenbahner                                           | Bahnhofsgelände (Karte)                                                                       |           | mit Stellwerk NW und NB, Lokschuppen, Wasserturm                                                                    |    |
| BW                                      | Wohnhaus                                                                      | Bahnhofstraße 7 (Karte)                                                                       |           | |    |
| Direkt Bild zu diesem Denkmal hochladen | Wohnhaus                                                                      | Bahnhofstraße 7a                                                                              |           | |    |
| Fotos hochladen                         | Wohnhaus                                                                      | Bahnhofstraße 9 (Karte)                                                                       |           | |    |
| Fotos hochladen                         | Wohnhaus                                                                      | Bahnhofstraße 10 (Karte)                                                                      |           | |    |
| Fotos hochladen                         | Wohnhaus                                                                      | Bahnhofstraße 10a (Karte)                                                                     |           | |    |
| Fotos hochladen                         | Wohnhaus                                                                      | Bahnhofstraße 11 (Karte)                                                                      |           | |    |
| Fotos hochladen                         | Wohnhaus                                                                      | Bahnhofstraße 17 (Karte)                                                                      |           | |    |
| Fotos hochladen                         | Wohnhaus                                                                      | Bahnhofstraße 18 (Karte)                                                                      |           | das Haus wurde abgerissen und durch einen Neubau ersetzt                                                            |    |
| Fotos hochladen                         | Wohnhaus                                                                      | Bahnhofstraße 19 (Karte)                                                                      |           | |    |
| Fotos hochladen                         | Wohnhaus                                                                      | Bahnhofstraße 19a/b (Karte)                                                                   |           | |    |
| Fotos hochladen                         | Kaufhaus                                                                      | Bahnhofstraße 20 (Karte)                                                                      |           | |    |
| weitere Bilder Fotos hochladen          | Pfarrhaus St. Blasii                                                          | Barfüßerstraße 2 (Karte)                                                                      |           | |    |
| Fotos hochladen                         | Wohn- und Geschäftshaus mit Hofgebäude                                        | Barfüßerstraße 3 (Karte)                                                                      |           | Papiergeschäft |    |
| Fotos hochladen                         | Wohn- und Geschäftshaus                                                       | Barfüßerstraße 4 (Karte)                                                                      |           | Altstadt Keller Gaststätte                                                                                          |    |
| Fotos hochladen                         | Wohn- und Geschäftshaus                                                       | Barfüßerstraße 5 (Karte)                                                                      |           | ehemalige Molkerei Schrader                                                                                         |    |
| weitere Bilder Fotos hochladen          | städtische Hofanlage                                                          | Barfüßerstraße 6 (Karte)                                                                      |           | „Museum Flohburg“                                                                                                   |    |
| Fotos hochladen                         | Wohnhaus                                                                      | Barfüßerstraße 12 (Karte)                                                                     |           | jetzt Gaststätte „Felix“                                                                                            |    |
| Fotos hochladen                         | Wohnhaus                                                                      | Barfüßerstraße 13 (Karte)                                                                     |           | jetzt Gaststätte „Felix“                                                                                            |    |
| Fotos hochladen                         | städtische Hofanlage                                                          | Barfüßerstraße 23 (Karte)                                                                     |           | |    |
| Fotos hochladen                         | städtische Hofanlage                                                          | Barfüßerstraße 28 (Karte)                                                                     |           | Mücke ehemals Müller                                                                                                |    |
| BW                                      | städtische Hofanlage                                                          | Barfüßerstraße 29 (Karte)                                                                     |           | Eiscafé neu Ensemble                                                                                                |    |
| Fotos hochladen                         | städtische Hofanlage                                                          | Barfüßerstraße 37 (Karte)                                                                     |           | mit Gedenktafel für Wallroth, Höfer Brunnen                                                                         |    |
| weitere Bilder Fotos hochladen          | Hofanlage/Wohnanlage                                                          | Bingerhof (Karte)                                                                             |           | |    |
| Fotos hochladen                         | Humboldt-Gymnasium                                                            | Blasiistraße 2 (Karte)                                                                        |           | |    |
| Fotos hochladen                         | Wohnhaus mit Tankstellenbereich (ehemaliger „Tankbahnhof“ der Rhenania-Ossag) | Bochumer Straße 1                                                                             |           | |    |
| BW                                      | Verwaltungsbau                                                                | Bochumer Straße 22 (Karte)                                                                    |           | ehemaliges Kontor                                                                                                   |    |
| Fotos hochladen                         | Bahnhof Altentor mit Stellwerk                                                | Bochumer Straße 124 (Karte)                                                                   |           | |    |
| BW                                      | ehemalige Luftwaffenkaserne                                                   | Darrweg 42 (Karte)                                                                            |           | Thür. Polizeidirektion                                                                                              |    |
| Fotos hochladen                         | Wohnhaus                                                                      | Domstraße 9 (Karte)                                                                           |           | |    |
| weitere Bilder Fotos hochladen          | Wohnhaus mit Nebengebäude                                                     | Domstraße 12 (Karte)                                                                          |           | |    |
| weitere Bilder Fotos hochladen          | Diesterwegschule–- Humboldt-Gymnasium                                         | Domstraße 15 (Karte)                                                                          |           | |    |
| BW                                      | städtische Hofanlage                                                          | Domstraße 20a / 21 (Karte)                                                                    |           | ehemalige Freimaurerloge                                                                                            |    |
| weitere Bilder Fotos hochladen          | Finkenburg                                                                    | Domstraße 23 (Karte)                                                                          |           | |    |
| Fotos hochladen                         | Verwaltungsbau – AOK                                                          | Dr.-Wilhelm-Külz-Straße 1 (Karte)                                                             |           | |    |
| BW                                      | Gedenktafel                                                                   | Dr.-Wilhelm-Külz-Straße 1 (Karte)                                                             |           | |    |
| Fotos hochladen                         | städtische Hofanlage                                                          | Dr.-Wilhelm-Külz-Straße 3 (Karte)                                                             |           | ehemalige Musikschule                                                                                               |    |
| Fotos hochladen                         | städtische Hofanlage                                                          | Dr.-Wilhelm-Külz-Straße 4 (Karte)                                                             |           | |    |
| Fotos hochladen                         | Altes Postgebäude                                                             | Dr.-Wilhelm-Külz-Straße 7, Königshof 6/7 (Karte)                                              |           | 1877–1878 Grundriss August Kind (Reichspostamt), Entwurf Architekt Leitlof, Berlin. Ausführung Baumeister Kämmerer. |    |
| Fotos hochladen                         | Walkenrieder Hof                                                              | Dr.-Wilhelm-Külz-Straße 8 (Karte)                                                             |           | |    |
| weitere Bilder Fotos hochladen          | Elisabethbrunnen                                                              | Elisabethstraße (Karte)                                                                       |           | mit gusseiserner Säule                                                                                              |    |
| weitere Bilder Fotos hochladen          | Siechenhof                                                                    | Freiherr-vom-Stein-Straße 1 (Karte)                                                           |           | mit Cyriaci-Kapelle, sowie Steinkreuze und Meilenstein                                                              |    |
| Fotos hochladen                         | Wohn –und Geschäftshaus                                                       | Freiherr-vom-Stein-Straße 3 (Karte)                                                           |           | |    |
| BW                                      | Wohnhaus vergl. Bochumer Str. 2                                               | Freiherr-vom-Stein-Straße 15a (Karte)                                                         |           | |    |
| BW                                      | Wohnhaus                                                                      | Freiherr-vom-Stein-Straße 25 (Karte)                                                          |           | |    |
| BW                                      | Wohnhaus                                                                      | Freiherr-vom-Stein-Straße 28 (Karte)                                                          |           | |    |
| BW                                      | Lagergebäude und Getreidesilo                                                 | Freiherr-vom-Stein-Straße 31 (Karte)                                                          |           | |    |
| BW                                      | Wohnhaus                                                                      | Freiherr-vom-Stein-Straße 46 (Karte)                                                          |           | |    |
| BW                                      | Wohnhaus                                                                      | Freiherr-vom-Stein-Straße 48 (Karte)                                                          |           | |    |
| BW                                      | Wohn- und Verwaltungsgebäude der ehemaligen Harzer Stielwerke                 | Freiherr-vom-Stein-Straße 54 (Karte)                                                          |           | |    |
| Fotos hochladen                         | Fabrikhallen der Firma Schmidt und Kranz                                      | Friedrichstraße (Karte)                                                                       |           | |    |
| BW                                      | Wohnhaus                                                                      | Friedrich-Naumann-Straße 3 (Karte)                                                            |           | |    |
| BW                                      | Wohnhaus                                                                      | Friedrich-Naumann-Straße 14 (Karte)                                                           |           | |    |
| BW                                      | Wohnhaus                                                                      | Friedrich-Naumann-Straße 17 (Karte)                                                           |           | |    |
| BW                                      | Wohnanlage                                                                    | Friedrich-Naumann-Straße 18, Johann-Sebastian-Bach-Straße 5, Stolberger Straße 68, 70 (Karte) |           | |    |
| BW                                      | Wohnhaus                                                                      | Friedrich-Naumann-Straße 23 (Karte)                                                           |           | |    |
| Fotos hochladen                         | Kriegerdenkmal                                                                | Gehege                                                                                        |           | |    |
| Fotos hochladen                         | Denkmalsäule                                                                  | Gehege                                                                                        |           | Kützingdenkmal |    |
| Direkt Bild zu diesem Denkmal hochladen | Schöpfmännchen                                                                | Gehege                                                                                        |           | |    |
| Direkt Bild zu diesem Denkmal hochladen | Tonhallen                                                                     | Gehegeplatz 2                                                                                 |           | |    |
| Fotos hochladen                         | Wohnhaus                                                                      | Geiersberg 4 (Karte)                                                                          |           | |    |
| Fotos hochladen                         | Wohnhaus                                                                      | Geiersberg 5 (Karte)                                                                          |           | |    |
| Fotos hochladen                         | Wohnhaus                                                                      | Geiersberg 6 (Karte)                                                                          |           | |    |
| weitere Bilder Fotos hochladen          | Lindenhof                                                                     | Geiersberg 10 (Karte)                                                                         |           | Villa mit Nebengebäude und Parkanlage                                                                               |    |
| Fotos hochladen                         | Villa mit Garten                                                              | Geiersberg 12 (Karte)                                                                         |           | |    |
| weitere Bilder Fotos hochladen          | Torhaus am Spendenkirchhof                                                    | Georgengasse 5 (Karte)                                                                        |           | |    |
| Fotos hochladen                         | Ruine des ehemaligen Franziskanerklosters                                     | Georgengasse (Karte)                                                                          |           | |    |
| BW                                      | Arbeitsamt                                                                    | Gerhart-Hauptmann-Straße 3 (Karte)                                                            |           | ehemalige Firma Hanewacker, Wohnhaus, Kontor und Produktionsgebäude                                                 |    |
| Fotos hochladen                         | Wohnhaus mit Nebengebäude                                                     | Geschwister-Scholl-Straße 1 (Karte)                                                           |           | |    |
| BW                                      | Wohnhaus                                                                      | Geschwister-Scholl-Straße 5 (Karte)                                                           |           | |    |
| BW                                      | Wohnhaus                                                                      | Geschwister-Scholl-Straße 10 (Karte)                                                          |           | |    |
| BW                                      | Wohnhaus mit Nebengebäude – Kindergarten                                      | Geschwister-Scholl-Straße 11 (Karte)                                                          |           | |    |
| BW                                      | Wohnhaus                                                                      | Geschwister-Scholl-Straße 12 (Karte)                                                          |           | |    |
| BW                                      | Wohnhaus                                                                      | Geschwister-Scholl-Straße 14 (Karte)                                                          |           | |    |
| BW                                      | Wohnhaus                                                                      | Geschwister-Scholl-Straße 15 (Karte)                                                          |           | |    |
| Fotos hochladen                         | Wohnhaus                                                                      | Geschwister-Scholl-Straße 22 (Karte)                                                          |           | |    |
| BW                                      | ehemaliges Gaswerk                                                            | Geseniusstraße 8 (Karte)                                                                      |           | Villa und Werkstattgebäude                                                                                          |    |
| weitere Bilder Fotos hochladen          | ehemaliger Siechenhof mit Cyriaci-Kapelle                                     | Geseniusstraße 17a                                                                            |           | |    |
| Fotos hochladen                         | Eichamt                                                                       | Geseniusstraße 28 (Karte)                                                                     |           | |    |
| Fotos hochladen                         | Wohnhaus                                                                      | Grimmel 17 (Karte)                                                                            |           | |    |
| Fotos hochladen                         | Wohnhaus                                                                      | Grimmelallee 1 (Karte)                                                                        |           | |    |
| Fotos hochladen                         | Wohn- und Verwaltungsgebäude                                                  | Grimmelallee 2a (Karte)                                                                       |           | |    |
| Fotos hochladen                         | Kautabakfabrik Grimm & Triepel mit Wohn- und Geschäftshaus                    | Grimmelallee 2b (Karte)                                                                       |           | |    |
| Fotos hochladen                         | Wohnhaus                                                                      | Grimmelallee 7 (Karte)                                                                        |           | |    |
| Fotos hochladen                         | Wohnhaus                                                                      | Grimmelallee 9 (Karte)                                                                        |           | |    |
| Fotos hochladen                         | Wohnhaus                                                                      | Grimmelallee 10 (Karte)                                                                       |           | |    |
| Fotos hochladen                         | ehemalige Seidelbrennerei                                                     | Grimmelallee 11 (Karte)                                                                       |           | |    |
| Fotos hochladen                         | Wohnhaus                                                                      | Grimmelallee 12 (Karte)                                                                       |           | |    |
| Fotos hochladen                         | Wohnhaus                                                                      | Grimmelallee 20 (Karte)                                                                       |           | |    |
| Fotos hochladen                         | Wohnhaus                                                                      | Grimmelallee 21 (Karte)                                                                       |           | |    |
| Fotos hochladen                         | Wohn – und Geschäftshaus                                                      | Grimmelallee 22 (Karte)                                                                       |           | |    |
| weitere Bilder Fotos hochladen          | Landratsamt                                                                   | Grimmelallee 23 (Karte)                                                                       |           | |    |
| Fotos hochladen                         | Wohnhaus                                                                      | Grimmelallee 24 (Karte)                                                                       |           | |    |
| Fotos hochladen                         | Wohnhaus                                                                      | Grimmelallee 25 (Karte)                                                                       |           | |    |
| weitere Bilder Fotos hochladen          | Wohnhaus                                                                      | Grimmelallee 27 (Karte)                                                                       |           | |    |
| weitere Bilder Fotos hochladen          | Fabrikhof mit Wohnhaus                                                        | Grimmelallee 28 (Karte)                                                                       |           | „Harzer Grubenlicht“                                                                                                |    |
| weitere Bilder Fotos hochladen          | Wohnhaus                                                                      | Grimmelallee 29 (Karte)                                                                       |           | |    |
| weitere Bilder Fotos hochladen          | Wohnhaus                                                                      | Grimmelallee 30 (Karte)                                                                       |           | |    |
| Fotos hochladen                         | Wohnhaus                                                                      | Grimmelallee 34 a/b (Karte)                                                                   |           | |    |
| Fotos hochladen                         | Stadtbad „Badehaus“                                                           | Grimmelallee 40 (Karte)                                                                       |           | |    |
| Fotos hochladen                         | Schachtbau                                                                    | Grimmelallee 44-46 (Karte)                                                                    |           | Verwaltungsgebäude und Industriehalle                                                                               |    |
| Fotos hochladen                         | Wohnhaus                                                                      | Grimmelallee 50 (Karte)                                                                       |           | |    |
| Fotos hochladen                         | Wohnhaus                                                                      | Gumpertstraße 1 (Karte)                                                                       |           | |    |
| Fotos hochladen                         | Wohnhaus                                                                      | Gumpertstraße 6 (Karte)                                                                       |           | |    |
| Fotos hochladen                         | Wohnhaus                                                                      | Gumpertstraße 8 (Karte)                                                                       |           | |    |
| Fotos hochladen                         | Doppelhaus                                                                    | Heinrich-Zille-Straße 2/3 (Karte)                                                             |           | |    |
| Fotos hochladen                         | Doppelhaus                                                                    | Heinrich-Zille-Straße 4/5 (Karte)                                                             |           | |    |
| Fotos hochladen                         | Brücke über die Zorge                                                         | Hesseröder Straße (Karte)                                                                     |           | mit Brückenhäuschen, Treppenanlage, Litfaßsäule und Freiplatzgestaltung                                             |    |
| BW                                      | Wohn- und Geschäftshaus                                                       | Hesseröder Straße 25 (Karte)                                                                  |           | |    |
| Fotos hochladen                         | Kindergarten                                                                  | Hohensteinerstraße 17 (Karte)                                                                 |           | |    |
| BW                                      | Villa und Park                                                                | Hohenrode 1 (Karte)                                                                           |           | |    |
| BW                                      | Steinkreuz                                                                    | Holungsbügel (Karte)                                                                          |           | |    |
| Fotos hochladen                         | Fabrikgebäude mit Wohnhaus                                                    | Johannistreppe 1 (Karte)                                                                      |           | |    |
| BW                                      | Wohnanlage                                                                    | Johann-Sebastian-Bach-Straße 5, 7, 9 (Karte)                                                  |           | |    |
| Fotos hochladen                         | Wohnhaus                                                                      | Karolingerstraße 61 (Karte)                                                                   |           | |    |
| Fotos hochladen                         | Bankgebäude                                                                   | Käthe-Kollwitz-Straße 1 (Karte)                                                               |           | |    |
| Fotos hochladen                         | Wohnhaus                                                                      | Käthe-Kollwitz-Straße 14/15 (Karte)                                                           |           | |    |
| BW                                      | Getreidespeicher                                                              | Kasseler Landstraße (Karte)                                                                   |           | Raiffeisen-Baumarkt Abbruchantrag läuft                                                                             |    |
| Fotos hochladen                         | Wohnhaus                                                                      | Köllingstraße 1 (Karte)                                                                       |           | |    |
| BW                                      | Wohnhaus                                                                      | Köllingstraße 2 (Karte)                                                                       |           | |    |
| Fotos hochladen                         | Wohnhaus                                                                      | Köllingstraße 13 (Karte)                                                                      |           | |    |
| BW                                      | altes Postgebäude                                                             | Königshof 6/7 (Karte)                                                                         |           | s. Dr. Wilhelm-Külz-Str.7                                                                                           |    |
| weitere Bilder Fotos hochladen          | Stadthaus                                                                     | Kornmarkt 5 (Karte)                                                                           |           | Wohnhaus |    |
| BW                                      | Mühle                                                                         | Kohnsteinweg 8/9 (Karte)                                                                      |           | |    |
| BW                                      | Wohnhaus                                                                      | Kranichstraße 15 (Karte)                                                                      |           | |    |
| BW                                      | Keller der ehemalige Dombrauerei                                              | Kranichstraße 15 (Karte)                                                                      |           | |    |
| Fotos hochladen                         | Wohnhaus                                                                      | Kützingstraße 1 (Karte)                                                                       |           | |    |
| Fotos hochladen                         | Wohnhaus                                                                      | Kützingstraße 1a (Karte)                                                                      |           | |    |
| Fotos hochladen                         | Wohnhaus                                                                      | Kützingstraße 3 (Karte)                                                                       |           | |    |
| Fotos hochladen                         | Wohnhaus                                                                      | Kützingstraße 4 (Karte)                                                                       |           | |    |
| weitere Bilder Fotos hochladen          | Rathaus mit Roland                                                            | Markt 1 (Karte)                                                                               |           | Kopie, Original im Neuen Rathaus                                                                                    |    |
| weitere Bilder Fotos hochladen          | Neues Rathaus                                                                 | Markt 15 (Karte)                                                                              |           | |    |
| Fotos hochladen                         | Wohnhaus                                                                      | Meyenburgstraße 7 (Karte)                                                                     |           | |    |
| Fotos hochladen                         | Kaisermühle mit Nebengebäuden                                                 | Mühlhof 1 (Karte)                                                                             |           | |    |
| Fotos hochladen                         | Wohnhaus                                                                      | Oskar-Cohn-Straße 3 (Karte)                                                                   |           | |    |
| weitere Bilder Fotos hochladen          | Rothleimmühle                                                                 | Parkallee 1 (Karte)                                                                           |           | |    |
| Fotos hochladen                         | Chausseehaus                                                                  | Parkallee 11 (Karte)                                                                          |           | auch Zollhaus oder Zollhäuschen genannt                                                                             |    |
| Fotos hochladen                         | Wohnhaus                                                                      | Parkallee 17 (Karte)                                                                          |           | |    |
| Fotos hochladen                         | Pferdebrunnen                                                                 | Parkallee (Karte)                                                                             |           | |    |
| weitere Bilder Fotos hochladen          | städtische Hofanlage                                                          | Pfaffengasse 2 (Karte)                                                                        |           | Fam. Schwinn |    |
| weitere Bilder Fotos hochladen          | städtische Hofanlage                                                          | Pfaffengasse 9 (Karte)                                                                        |           | Fam. Rinke |    |
| BW                                      | Wohnhaus                                                                      | Poststraße 6 (Karte)                                                                          |           | ehemaliger „Anker“                                                                                                  |    |
| BW                                      |                                                                               | Poststraße 6a und b (Karte)                                                                   |           | siehe Bäckerstr. 21                                                                                                 |    |
| BW                                      | Wohnhaus                                                                      | Poststraße 7 (Karte)                                                                          |           | Fa. Gunst |    |
| Fotos hochladen                         | Neptunbrunnen                                                                 | Promenade (Karte)                                                                             |           | |    |
| BW                                      | Stadtterrasse                                                                 | Rautenstraße 15 (Karte)                                                                       |           | |    |
| Fotos hochladen                         | Wohnhaus                                                                      | Riemannstraße 1a (Karte)                                                                      |           | |    |
| Fotos hochladen                         | Wohnhaus                                                                      | Riemannstraße 9 (Karte)                                                                       |           | |    |
| Fotos hochladen                         | Wohnhaus                                                                      | Riemannstraße 10 (Karte)                                                                      |           | |    |
| Fotos hochladen                         | Wohnhaus                                                                      | Riemannstraße 11 (Karte)                                                                      |           | |    |
| Fotos hochladen                         | Wohnhaus                                                                      | Riemannstraße 12 (Karte)                                                                      |           | |    |
| Fotos hochladen                         | Wohnhaus                                                                      | Riemannstraße 13 (Karte)                                                                      |           | |    |
| Fotos hochladen                         | Wohnhaus                                                                      | Riemannstraße 15 (Karte)                                                                      |           | |    |
| Fotos hochladen                         | Wohnhaus                                                                      | Riemannstraße 17 (Karte)                                                                      |           | |    |
| Fotos hochladen                         | Klinikgebäude und Denkmal Grabstein                                           | Riemannstraße 18 (Karte)                                                                      |           | |    |
| Fotos hochladen                         | Wohnhaus                                                                      | Riemannstraße 19 (Karte)                                                                      |           | |    |
| Fotos hochladen                         | Gerichtsgebäude                                                               | Rudolf-Breitscheid-Straße 6 (Karte)                                                           |           | |    |
| Fotos hochladen                         | Kriegerdenkmal                                                                | Rudolf-Breitscheid-Straße (Karte)                                                             |           | |    |
| Fotos hochladen                         | Brunnen                                                                       | Sangerhäuserstraße (Karte)                                                                    |           | von 1754, 1974 rekonstruiert                                                                                        |    |
| Fotos hochladen                         | Turnhalle                                                                     | Sangerhäuserstraße (Karte)                                                                    |           | Wandbild auf der Giebelwand                                                                                         |    |
| Fotos hochladen                         | Wohnhäuser mit Nebengebäude                                                   | Schärfgasse 3 (Karte)                                                                         |           | |    |
| Fotos hochladen                         | Wohnhaus                                                                      | Schröterstraße 1 (Karte)                                                                      |           | |    |
| Fotos hochladen                         | Wohnhaus                                                                      | Schröterstraße 3 (Karte)                                                                      |           | |    |
| Fotos hochladen                         | Wohnhaus                                                                      | Schröterstraße 4 (Karte)                                                                      |           | |    |
| Fotos hochladen                         | Wohnhaus                                                                      | Schröterstraße 8 (Karte)                                                                      |           | |    |
| Fotos hochladen                         | Wohnhaus                                                                      | Spiegelstraße 12 (Karte)                                                                      |           | |    |
| Fotos hochladen                         | Wohnhaus                                                                      | Spiegelstraße 19/20 (Karte)                                                                   |           | |    |
| Fotos hochladen                         | Gedenktafel und Gedenkstein                                                   | Stadtpark                                                                                     |           | Gedenkstein für Otto Hasse                                                                                          |    |
| BW                                      | Gedenkstele für die OdF – Plastik                                             | Stolbergerstraße 67 (Karte)                                                                   |           | |    |
| BW                                      | vergl. Friedrich-Naumann-Str.                                                 | Stolbergerstraße 68, 70 (Karte)                                                               |           | |    |
| weitere Bilder Fotos hochladen          | Hauptfriedhof                                                                 | Stresemannring 50 (Karte)                                                                     |           | mit Verwaltungsgebäuden am Haupteingang, Eingangstor, Feierhalle, mit Krematorium                                   |    |
| Fotos hochladen                         | Brücke über die Zorge                                                         | Sundhäuserstraße (Karte)                                                                      |           | |    |
| weitere Bilder Fotos hochladen          | Wohnhaus, Kino                                                                | Töpferstraße 1a/b/c (Karte)                                                                   |           | |    |
| BW                                      | Industriehallen Fa. Schmidt, Kranz und Co.                                    | Uferstraße 1 (Karte)                                                                          |           | |    |
| BW                                      | Gedenkstein für Ida Vogler Seele 1825–1908                                    | Uferstraße (Karte)                                                                            |           | |    |
| weitere Bilder Fotos hochladen          | Wohnhaus mit Garten und Gedenktafel für Käthe Kollwitz                        | Vor dem Hagentor 2 (Karte)                                                                    |           | |    |
| Fotos hochladen                         | Wohnhaus                                                                      | Waisenstraße 4 (Karte)                                                                        |           | |    |
| Fotos hochladen                         | Wohnhaus                                                                      | Waisenstraße 5 (Karte)                                                                        |           | |    |
| Fotos hochladen                         | städtische Hofanlage                                                          | Waisenstraße 6 (Karte)                                                                        |           | |    |
| Fotos hochladen                         | Verwaltungsgebäude                                                            | Waisenstraße 7 (Karte)                                                                        |           | ehemaliges Waisenhaus                                                                                               |    |
| Fotos hochladen                         | Wohnhaus                                                                      | Wallrothstraße 1 (Karte)                                                                      |           | |    |
| Fotos hochladen                         | Wohnhaus mit Gedenktafel für Krämer                                           | Wallrothstraße 4 (Karte)                                                                      |           | |    |
| Fotos hochladen                         | Wohnhaus                                                                      | Wallrothstraße 5 (Karte)                                                                      |           | |    |
| Fotos hochladen                         | Pfarrhaus mit Glockenhaus                                                     | Wallrothstraße 26 (Karte)                                                                     |           | |    |
| Fotos hochladen                         | ehemalige Landeserziehungsanstalt                                             | Weinberghof/Weinberg (Karte)                                                                  |           | Fachhochschule Nordhausen                                                                                           |    |
| weitere Bilder Fotos hochladen          | Herdergymnasium                                                               | Wiedigsburg 7 (Karte)                                                                         |           | |    |
| Fotos hochladen                         | Wartturm                                                                      | Wildes Hölzchen (Karte)                                                                       |           | |    |
| Fotos hochladen                         | Bronzeplastik vor der Käthe-Kollwitz Schule                                   | Wilhelm-Nebelung-Straße (Karte)                                                               |           | |    |
| weitere Bilder Fotos hochladen          | Wohnhaus                                                                      | Wilhelm-Nebelung-Straße 10 (Karte)                                                            |           | |    |
| Fotos hochladen                         | Thomas-Mann-Klub                                                              | Wilhelm-Nebelung-Straße 39 (Karte)                                                            |           | Vereinshaus |    |
| Fotos hochladen                         | Wohnhaus                                                                      | Wilhelm-Nebelung-Straße 43 (Karte)                                                            |           | |    |

### Bielen
| Bild                                    | Bezeichnung                    | Lage                                      | Datierung | Beschreibung    | ID |
| --------------------------------------- | ------------------------------ | ----------------------------------------- | --------- | --------------- | -- |
| weitere Bilder Fotos hochladen          | Kirche St. Martin und Johannes | (Karte)                                   |           | mit Ausstattung |    |
| Fotos hochladen                         | Pfarrhaus                      | Lindenplatz 93 (Karte)                    |           |                 |    |
| Fotos hochladen                         | Gemeindeverwaltung             | Kalte Gasse 80 a (Karte)                  |           |                 |    |
| Fotos hochladen                         | Hofanlage                      | Anger 26 (Karte)                          |           |                 |    |
| Fotos hochladen                         | Hofanlage                      | Anger 27 (Karte)                          |           |                 |    |
| Fotos hochladen                         | Hofanlage                      | Anger 28 (Karte)                          |           |                 |    |
| Fotos hochladen                         | Hofanlage                      | Anger 36 (Karte)                          |           |                 |    |
| Fotos hochladen                         | Fachwerkhaus                   | Rechtes Hosenbein 9 (Hosenbein 6) (Karte) |           |                 |    |
| Direkt Bild zu diesem Denkmal hochladen | Nebengebäude                   | Hosenbein 14                              |           |                 |    |
| Fotos hochladen                         | Hofanlage                      | Kleine Gasse 48 (Karte)                   |           |                 |    |
| Fotos hochladen                         | Gasthof „Zur Schenke“          | Lange Gasse 89 (Karte)                    |           |                 |    |
| Fotos hochladen                         | Hofanlage                      | Bielscher Plan 3 (Plan 65) (Karte)        |           |                 |    |
| Direkt Bild zu diesem Denkmal hochladen | ehemaliges Gutshaus            | Nr. 80                                    |           |                 |    |

### Herreden
| Bild                                    | Bezeichnung                         | Lage                                       | Datierung | Beschreibung | ID |
| --------------------------------------- | ----------------------------------- | ------------------------------------------ | --------- | ------------ | -- |
| weitere Bilder Fotos hochladen          | Kirche St. Johannis mit Ausstattung | Rosenberg (Karte)                          |           |              |    |
| Direkt Bild zu diesem Denkmal hochladen | Spritzenhaus                        | südlich der Kirche, Rosenberg              |           |              |    |
| BW                                      | Hofanlage                           | Am Herreder Bach 4 (Hauptstraße 4) (Karte) |           |              |    |
| BW                                      | Hofanlage                           | gegenüber Hauptstraße 4 (Karte)            |           |              |    |
| BW                                      | Hofanlage                           | Rosenberg 8 (Kirchstraße 8) (Karte)        |           |              |    |
| BW                                      | Hofanlage                           | Sundgasse 1 (Karte)                        |           |              |    |
| BW                                      | Hofanlage                           | Sundgasse 2 (Karte)                        |           |              |    |
| BW                                      | Hofanlage                           | Sundgasse 4 (Karte)                        |           |              |    |
| BW                                      | Hofanlage                           | Vor dem Dorf 3 (Karte)                     |           |              |    |
| BW                                      | Hofanlage                           | Vor dem Dorf 9 (Karte)                     |           |              |    |

### Hesserode
| Bild                                    | Bezeichnung | Lage     | Datierung | Beschreibung | ID |
| --------------------------------------- | ----------- | -------- | --------- | ------------ | -- |
| weitere Bilder Fotos hochladen          | Dorfkirche  | (Karte)  |           |              |    |
| Direkt Bild zu diesem Denkmal hochladen | Pfarrhaus   | Steile 1 |           |              |    |

### Hochstedt
| Bild                                    | Bezeichnung        | Lage                          | Datierung | Beschreibung | ID |
| --------------------------------------- | ------------------ | ----------------------------- | --------- | ------------ | -- |
| Direkt Bild zu diesem Denkmal hochladen | ehemalige Schmiede | Günzeröder Str. 24            |           |              |    |
| Direkt Bild zu diesem Denkmal hochladen | ehemalige Schule   | Dorfstraße 10 (Ortsstraße 10) |           |              |    |

### Hörningen
| Bild                                    | Bezeichnung            | Lage                                 | Datierung | Beschreibung | ID |
| --------------------------------------- | ---------------------- | ------------------------------------ | --------- | ------------ | -- |
| weitere Bilder Fotos hochladen          | Kirche mit Ausstattung | Teichstraße (Karte)                  |           |              |    |
| Direkt Bild zu diesem Denkmal hochladen | Hofanlage              | Teichstraße 32 (Hauptstr. Nr. 7)     |           |              |    |
| Direkt Bild zu diesem Denkmal hochladen | Hofanlage              | Teichstraße 37 Hauptstr. Nr. 11      |           |              |    |
| Direkt Bild zu diesem Denkmal hochladen | Hofanlage              | Hauptstr. Nr. 13                     |           |              |    |
| Direkt Bild zu diesem Denkmal hochladen | Hofanlage              | Zum Stöckerberg 2 (Dorfstr. Nr. 25)  |           |              |    |
| Direkt Bild zu diesem Denkmal hochladen | Hofanlage              | Zum Stöckerberg 4 (Dorfstr. Nr. 26)  |           |              |    |
| Direkt Bild zu diesem Denkmal hochladen | Wohnhaus               | Zum Stöckerberg 8 (Dorfstr. Nr. 33a) |           |              |    |

### Krimderode
| Bild                                    | Bezeichnung                                   | Lage                              | Datierung | Beschreibung                                   | ID |
| --------------------------------------- | --------------------------------------------- | --------------------------------- | --------- | ---------------------------------------------- | -- |
| weitere Bilder Fotos hochladen          | Kirche St. Nicolai mit Ausstattung            | An der Burg (Karte)               |           |                                                |    |
| Direkt Bild zu diesem Denkmal hochladen | Schweizerhaus                                 | Am Hofberg 1                      |           |                                                |    |
| Direkt Bild zu diesem Denkmal hochladen | Gotischer Keller                              | An der Burg 4                     |           |                                                |    |
| Direkt Bild zu diesem Denkmal hochladen | (Am Kohnstein) Gedenkstätte Mittelbau-Dora    | Kohnsteinweg 20                   |           |                                                |    |
| BW                                      | Wohnhaus & Mühle                              | Kohnsteinweg 08 (Karte)           |           | sog. Schnabelsburg                             |    |
| Direkt Bild zu diesem Denkmal hochladen | Schachtofen                                   | Kohnsteinweg 11                   |           | ehemalige Fa. Steuerlein                       |    |
| Direkt Bild zu diesem Denkmal hochladen | Wallanlage                                    | Kohnsteinweg                      |           |                                                |    |
| Direkt Bild zu diesem Denkmal hochladen | Steinkreuz                                    | Kohnsteinweg                      |           |                                                |    |
| Fotos hochladen                         | Kalkbrennofen                                 | Harzstr. 16 (Nordhäuser Str.)     |           | Rolandstr. 1a und 1b (ehemals Steuerlein)      |    |
| Direkt Bild zu diesem Denkmal hochladen | Wohn- und Bürogebäude                         | Harzstr. 58 (Nordhäuser Straße 3) |           | ehemaliges Wohnhaus der jüngeren Jericho-Mühle |    |
| Direkt Bild zu diesem Denkmal hochladen | Grabstätte von 3 jugoslawischen KZ-Häftlingen | Rüdigsdorfer Straße               |           |                                                |    |

### Leimbach
| Bild                                    | Bezeichnung                       | Lage                                   | Datierung | Beschreibung | ID |
| --------------------------------------- | --------------------------------- | -------------------------------------- | --------- | ------------ | -- |
| weitere Bilder Fotos hochladen          | Kirche St. Martin mit Ausstattung | Leopoldweg (Karte)                     |           |              |    |
| Direkt Bild zu diesem Denkmal hochladen | Hofanlage                         | Brauhausstraße (Brauhaus) 3            |           |              |    |
| Direkt Bild zu diesem Denkmal hochladen | Wohnhaus                          | Willi-Schmidt-Straße 4 (Hauptstraße 9) |           |              |    |
| Direkt Bild zu diesem Denkmal hochladen | Hofanlage                         | Alte Bauernstraße 20 (Hauptstraße 12)  |           |              |    |
| Direkt Bild zu diesem Denkmal hochladen | Hofanlage                         | Alte Bauernstraße 19 (Hauptstraße 19)  |           |              |    |
| Direkt Bild zu diesem Denkmal hochladen | Hofanlage                         | Alte Bauernstraße 21 (Hauptstraße 21)  |           |              |    |
| Direkt Bild zu diesem Denkmal hochladen | Hofanlage                         | Alte Bauernstraße 23 (Hauptstraße 23)  |           |              |    |
| Direkt Bild zu diesem Denkmal hochladen | Hofanlage                         | Alte Bauernstraße 25 (Hauptstraße 25)  |           |              |    |
| Direkt Bild zu diesem Denkmal hochladen | Pfarrhof                          | Leopoldsweg 2 (Hauptstraße 32)         |           |              |    |
| Direkt Bild zu diesem Denkmal hochladen | Wohnstallhaus                     | Mittelstraße 3                         |           |              |    |
| Direkt Bild zu diesem Denkmal hochladen | Hofanlage                         | Mittelstraße 6                         |           |              |    |
| Direkt Bild zu diesem Denkmal hochladen | Hofanlage                         | Ronneberg 6                            |           |              |    |
| Direkt Bild zu diesem Denkmal hochladen | Untere Grasmühle                  | Koordinaten fehlen! Hilf mit.          |           |              |    |

### Rodishain
| Bild                                    | Bezeichnung                                    | Lage                             | Datierung | Beschreibung | ID |
| --------------------------------------- | ---------------------------------------------- | -------------------------------- | --------- | ------------ | -- |
| weitere Bilder Fotos hochladen          | Kirche St. Philippi und Jacobi mit Ausstattung | Kirchhof und Einfriedung (Karte) |           |              |    |
| Direkt Bild zu diesem Denkmal hochladen | Pfarrhaus (Flurstück 3 – 38)                   | Dorfstraße 27                    |           |              |    |

### Petersdorf
| Bild                                    | Bezeichnung                         | Lage                                                  | Datierung | Beschreibung | ID |
| --------------------------------------- | ----------------------------------- | ----------------------------------------------------- | --------- | ------------ | -- |
| weitere Bilder Fotos hochladen          | Kirche St. Johannis mit Ausstattung | Flur 2, Flurstück 210/3, Hauptstraße (Karte)          |           |              |    |
| Direkt Bild zu diesem Denkmal hochladen | Ehemalige Dorfschule                | Hauptstr. 1, Flurstück 213                            |           |              |    |
| Direkt Bild zu diesem Denkmal hochladen | Ehemalige Schulscheune              | Hauptstraße 24 (Hauptstraße 1), Flur 2, Flurstück 212 |           |              |    |
| Direkt Bild zu diesem Denkmal hochladen | Gasthaus mit Saal                   | Hauptstraße 35, Flurstück 122/1                       |           |              |    |
| Direkt Bild zu diesem Denkmal hochladen | Gehöft                              | Hauptstraße 45, Flur 2, Flurstück 130/1               |           |              |    |

### Rüdigsdorf
| Bild                                    | Bezeichnung            | Lage                   | Datierung | Beschreibung | ID |
| --------------------------------------- | ---------------------- | ---------------------- | --------- | ------------ | -- |
| weitere Bilder Fotos hochladen          | Kirche mit Ausstattung | St.-Jacobi-Weg (Karte) |           |              |    |
| Direkt Bild zu diesem Denkmal hochladen | Hofanlage              | Nr. 9                  |           |              |    |

### Salza
| Bild                           | Bezeichnung            | Lage                  | Datierung | Beschreibung                          | ID |
| ------------------------------ | ---------------------- | --------------------- | --------- | ------------------------------------- | -- |
| weitere Bilder Fotos hochladen | Kirche mit Ausstattung | Pfarrstraße 8 (Karte) |           |                                       |    |
| Fotos hochladen                | Pfarrhaus              | Pfarrstraße 6 (Karte) |           |                                       |    |
| Fotos hochladen                | Wohnhaus               | Kirchstraße 5 (Karte) |           |                                       |    |
| Fotos hochladen                | ehemalige Schmelzhütte | Hütteplatz (Karte)    |           | später Gasthaus „Zur blühenden Linde“ |    |

### Steinbrücken
| Bild                                    | Bezeichnung                                                         | Lage                                | Datierung | Beschreibung | ID |
| --------------------------------------- | ------------------------------------------------------------------- | ----------------------------------- | --------- | ------------ | -- |
| weitere Bilder Fotos hochladen          | Kirche mit Ausstattung, Kirchhof mit Einfriedung und Kriegerdenkmal | Steinbrücker Ring (Karte)           |           |              |    |
| Direkt Bild zu diesem Denkmal hochladen | Wohnhaus mit Nebengebäude                                           | Steinbrücker Ring 29 (Kirchgasse 7) |           |              |    |
| Direkt Bild zu diesem Denkmal hochladen | Gehöft                                                              | Schenkplatz 9                       |           |              |    |

### Steigerthal
| Bild                                    | Bezeichnung              | Lage                               | Datierung | Beschreibung | ID |
| --------------------------------------- | ------------------------ | ---------------------------------- | --------- | ------------ | -- |
| weitere Bilder Fotos hochladen          | Kirche mit Ausstattung   | (Karte)                            |           |              |    |
| Direkt Bild zu diesem Denkmal hochladen | Wohnhaus                 | Alte Dorfstraße 33 (Dorfstraße 1)  |           |              |    |
| Direkt Bild zu diesem Denkmal hochladen | Wohnhaus                 | Auf dem Tippel 1 (Dorfstraße 18)   |           |              |    |
| Direkt Bild zu diesem Denkmal hochladen | Wohnhaus                 | Alte Dorfstraße 17 (Dorfstraße 24) |           |              |    |
| Direkt Bild zu diesem Denkmal hochladen | Wohnhaus mit Toreinfahrt | Alte Dorfstraße 15 (Dorfstraße 25) |           |              |    |
| Direkt Bild zu diesem Denkmal hochladen | Wohnhaus                 | Alte Dorfstraße 1 (Dorfstraße 30)  |           |              |    |
| Direkt Bild zu diesem Denkmal hochladen | Wohnhaus                 | Backstraße 5 (Dorfstraße 68)       |           |              |    |

### Stempeda
| Bild                                    | Bezeichnung                                      | Lage          | Datierung | Beschreibung          | ID |
| --------------------------------------- | ------------------------------------------------ | ------------- | --------- | --------------------- | -- |
| weitere Bilder Fotos hochladen          | Kirche mit Ausstattung, Kirchhof und Einfriedung | (Karte)       |           |                       |    |
| Direkt Bild zu diesem Denkmal hochladen | Wohnhaus                                         | Dorfstraße 28 |           | (Flurstück 2-475/236) |    |
| Direkt Bild zu diesem Denkmal hochladen | Wohnhaus                                         | Dorfstraße 36 |           | (Flurstück 2 – 173/1) |    |
| Direkt Bild zu diesem Denkmal hochladen | Wohnhaus                                         | Dorfstraße 40 |           | (Flurstück 2 – 249/1) |    |
| Direkt Bild zu diesem Denkmal hochladen | Wohnhaus                                         | Dorfstraße 6  |           | (Flurstück 2 – 269/1) |    |

### Sundhausen
| Bild                                    | Bezeichnung                                            | Lage                                              | Datierung | Beschreibung                                                   | ID |
| --------------------------------------- | ------------------------------------------------------ | ------------------------------------------------- | --------- | -------------------------------------------------------------- | -- |
| weitere Bilder Fotos hochladen          | Kirche mit Ausstattung                                 | Kirchplatz (Karte)                                |           |                                                                |    |
| Fotos hochladen                         | ehemaliges Rittergut mit Wirtschaftshof und Parkanlage | Uthleber Straße 9–11 (Carlsburger Straße) (Karte) |           | sogenannte Carlsburg, in der DDR-Zeit als Karlsburg bezeichnet |    |
| Fotos hochladen                         | Hofanlage                                              | Rinnestr. 38 (Gutsweg Nr. 6) (Karte)              |           |                                                                |    |
| Fotos hochladen                         | altes Pfarrhaus                                        | Kirchplatz 12 (Hauptstraße) (Karte)               |           |                                                                |    |
| BW                                      | Wohnhaus                                               | Rinnestr. 26 (Hauptstraße 4) (Karte)              |           |                                                                |    |
| BW                                      | Fachwerkhaus                                           | Rinnestr. 28 (Hauptstraße 5) (Karte)              |           |                                                                |    |
| Fotos hochladen                         | Hofanlage mit Torbogen                                 | Rinnestr. 44 (Hauptstraße 9) (Karte)              |           |                                                                |    |
| Direkt Bild zu diesem Denkmal hochladen | sog. Kleines Gut                                       | Kiekersgasse                                      |           |                                                                |    |
| Fotos hochladen                         | Hofanlage                                              | Schulstraße 9 (Karte)                             |           |                                                                |    |
| Direkt Bild zu diesem Denkmal hochladen | Brücke über die Helme                                  | Koordinaten fehlen! Hilf mit.                     |           | 1928                                                           |    |
| Fotos hochladen                         | Mausoleum der Familie Schreiber                        | Friedhof (Karte)                                  |           |                                                                |    |

## Bewegliches Denkmal

### Sundhausen
| Bild                                    | Bezeichnung               | Lage          | Datierung | Beschreibung                                           | ID |
| --------------------------------------- | ------------------------- | ------------- | --------- | ------------------------------------------------------ | -- |
| Direkt Bild zu diesem Denkmal hochladen | Heißdampflokomobile NEH 7 | „Scheunenhof“ |           | Kessel-Nr. 25177, Baujahr 1934, Maschinenfabrik Buckau |    |

## Quelle
- Flächennutzungsplan der Stadt Nordhausen Anlage 8 vom April 2009